# Kamikitayama
Kamikitayama (上北山村?) è un villaggio giapponese della prefettura di Nara.